# Radnice v Litovli
Radnice v Litovli je pozdně gotická budova z první poloviny 15. století, renezančně a barokně upravená v 16 a 18. století ve které sídlí městský úřad. Radnice se nachází na hlavním náměstí Přemysla Otakara a je 65,4 metrů vysoká. Radniční věž je nejvyšší věží na řece Moravě a rameno řeky zvané Nečíz protéká přímo pod ní.

## Galerie

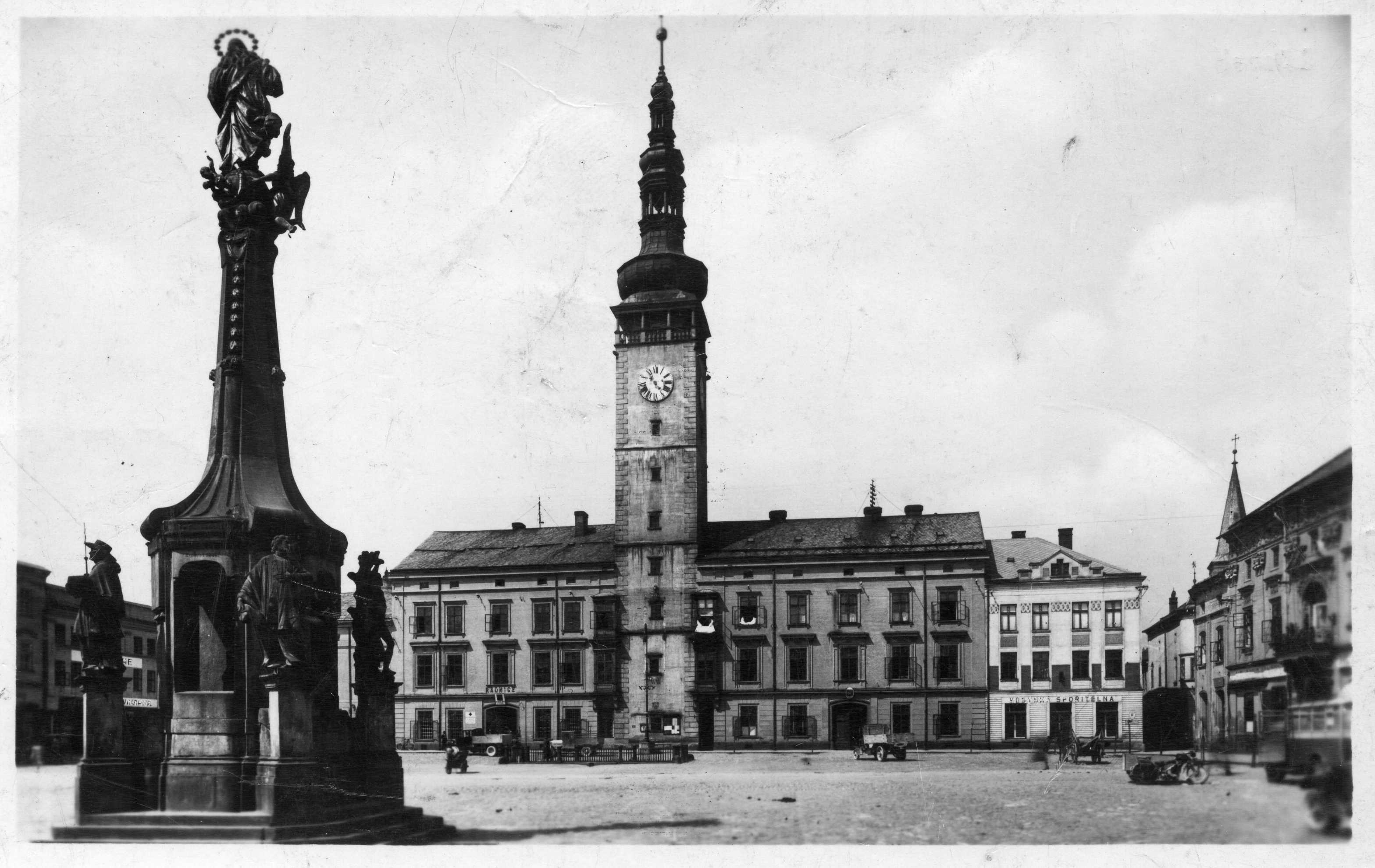
Historická pohlednice Litovelské radnice
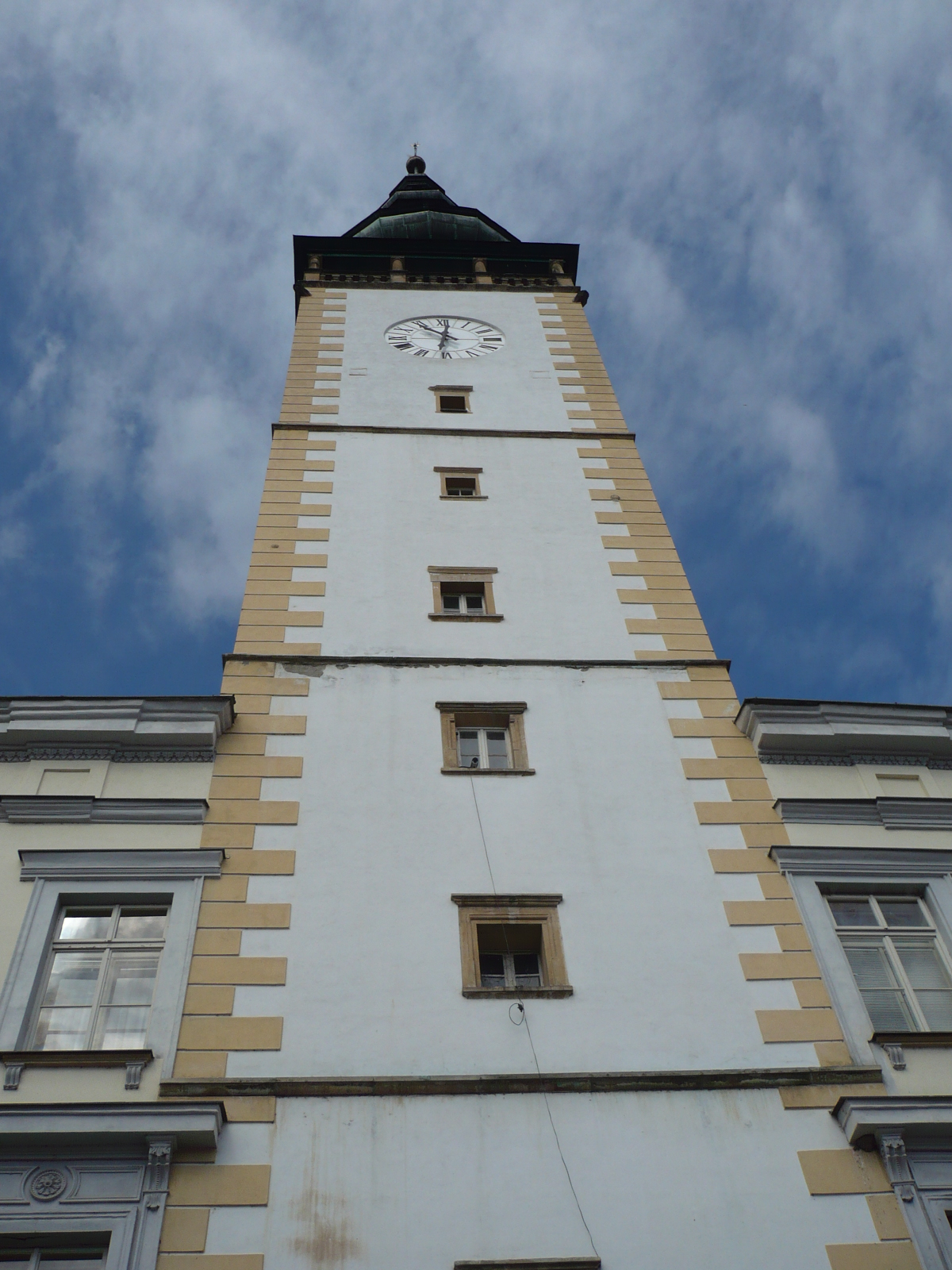
Pohled ze zdola
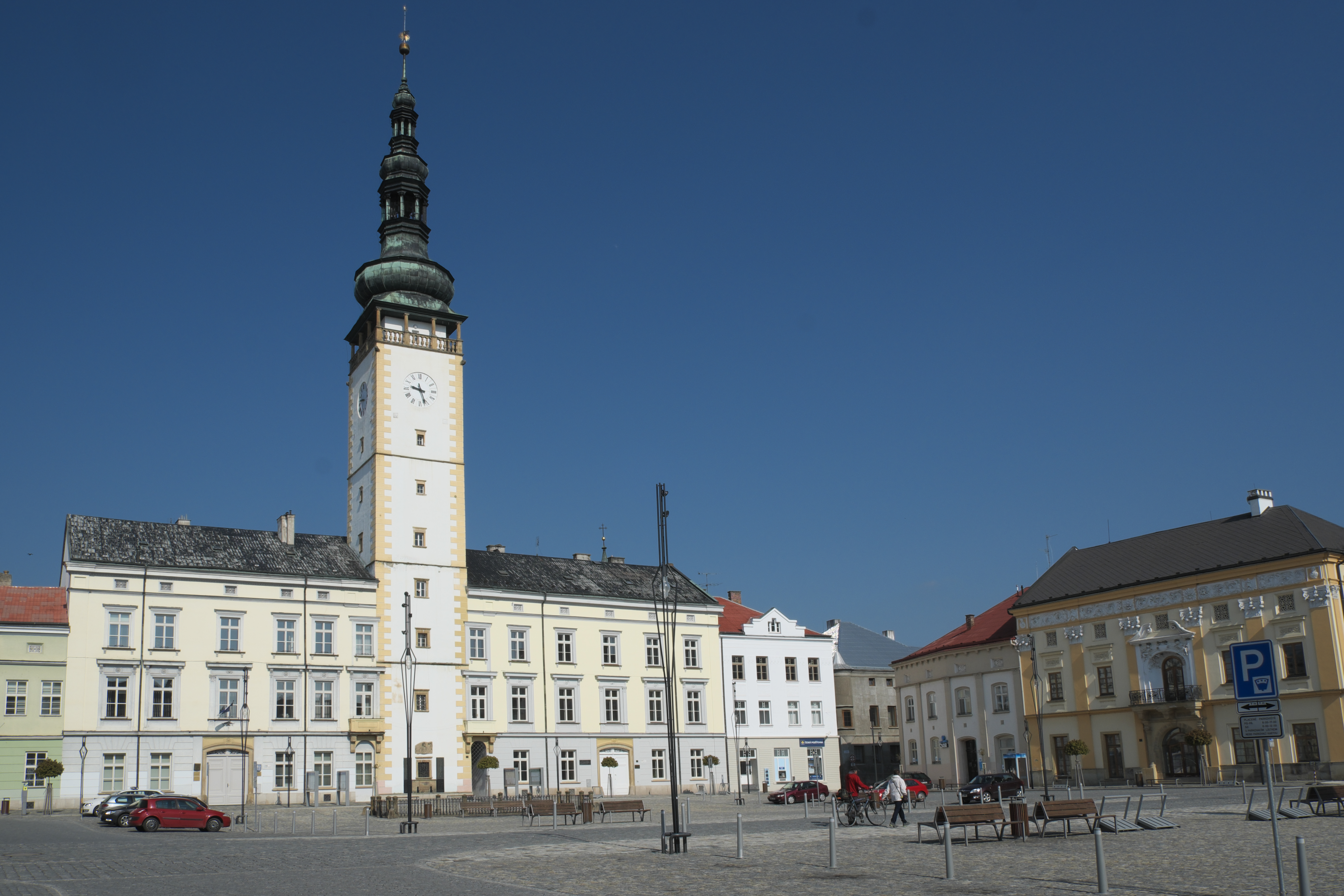
Pohled přes náměstí
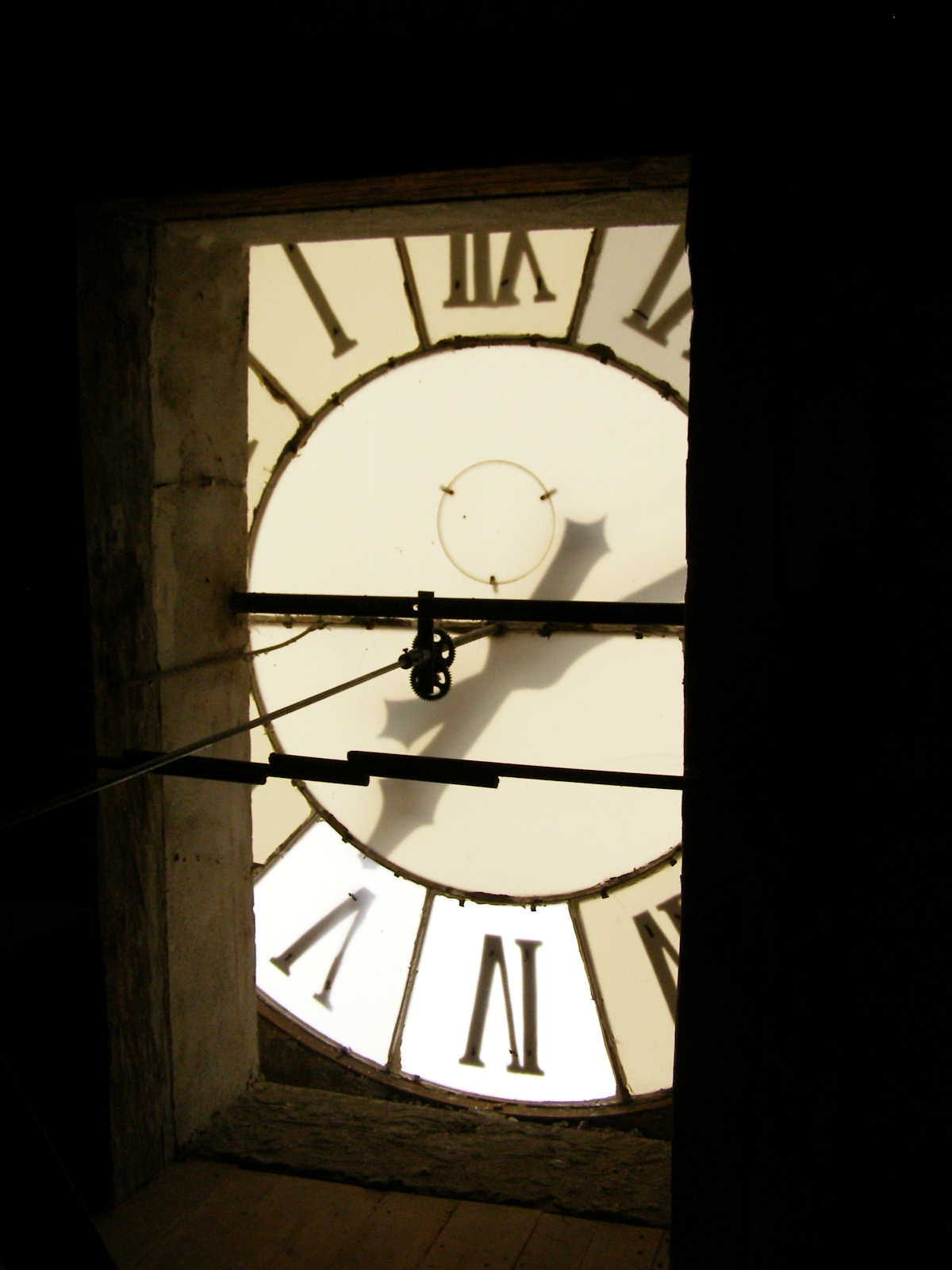
Detail hodin